# 法蘭西的克莉絲汀
克莉絲汀·德·法蘭西（法語：Christine de France，1606年2月10日—1663年12月27日），薩伏依公爵夫人，法國國王亨利四世的次女。

## 家庭
1619年，克莉絲汀與薩伏依公爵卡洛·埃曼努埃萊一世的次子維托里奧·阿梅迪奧結婚，兩人共有3子3女：
1. 路易吉·阿梅迪奧（1622年—1628年），夭折
2. 路易莎·克里斯蒂娜（英语：Princess Luisa Cristina of Savoy）（1629年—1692年）
3. 法蘭西斯科·賈欽托（1632年—1638年），薩伏依公爵
4. 卡洛·埃馬努埃萊（1634年—1675年），薩伏依公爵
5. 薩伏依的瑪格麗塔·維奧蘭特（英语：Princess Margaret Yolande of Savoy）（1635年—1663年），帕爾馬公爵夫人
6. 恩里凱塔·阿德萊德（1636年—1676年），巴伐利亞選侯夫人